# Callochiton septemvalvis
Callochiton septemvalvis is een keverslak uit de familie der Ischnochitonidae.
Callochtion septemvalvis wordt 30 millimeter lang. De schelpplaten zijn duidelijk gekield en met duidelijke snavels aan de voorkant. De sculptuur van de plaatjes bestaat uit heldere groeilijnen en fijne bekorreling die naar de randen grover wordt. De gordel is breed en dicht bedekt met dicht opeengepakte, gepunte stekels en met een franje van dezelfde stekels. De kopplaat vertoont ongeveer 15 marginale inkervingen aan de voorkant. Tussenplaten hebben drie diepe inkervingen aan weerszijden.
De dieren leven in het sublittoraal tot ongeveer 120 meter.
Deze soort komt algemeen voor langs alle Europese Atlantische kusten en in de hele Middellandse Zee.